# 北安东尼娜
北安东尼娜（葡萄牙語：Antonina do Norte）是巴西塞阿拉州的一个市镇。总面积260.101平方公里，总人口6761人，人口密度26人/平方公里。